# The Sun (New York)
Pour les articles homonymes, voir The Sun (homonymie).
The Sun est un journal quotidien américain publié à New York de 1833 à 1950 et qui devient le plus gros tirage de la presse américaine au milieu du XIXe siècle. C'est le plus emblématique des titres de la Penny Press.

## Histoire
The Sun (New York) est fondé en septembre 1833 par Benjamin Day (journaliste), qui avait déjà fondé en 1830 le New York Daily Sentinel. Day recrute George Wisner pour créer la première rubrique de faits divers, en suivant de près la police. Il est payé 4 dollars par semaine. Le 1er numéro, le 2 septembre 1833, est un événement car il tranche sur ce que qui se faisait avant. L'écriture est concise et directe, et le contenu très riche avec pas moins de 27 sujets traités sur la 1re page. Day embauche dès la première année deux anciens amis du New York Daily Sentinel, Willoughby Lynde et William J. Stanle, comme imprimeur et composeur. Le 9 novembre, le journal se vante de "diffuser le savoir parmi les classes laborieuses de la société".
Quelques mois après, en mars 1834, Willoughby Lynde et William J. Stanley, créent leur propre quotidien, The New York Transcript. Ils recrutent un libraire auteur de romans satiriques, Asa Green, pour diriger le journal, qui gagne des lecteurs sur The Sun dès la fin de l'année 1834. Benjamin Day revend le Sun à son beau-frère Moses Yale Beach pour 40000 dollars en 1838. Dix ans plus tard, le journal est l'un des six fondateurs de la New York Associated Press.
Il était considéré comme le plus conservateur des trois quotidiens de référence de la ville, les deux autres étant The New York Times et le New York Herald Tribune. À la fin des années 1910, il a brièvement été fusionné avec le New York Herald sous le nom The Sun and New York Herald. En janvier 1950, il est absorbé par le New York World-Telegram, qui prend alors le nom  New York World-Telegram and Sun.
| Journal        | The Sun | New York Herald | New-York Tribune | The Express | Courier and Enquirer | Journal of Commerce |
| Tirage en 1850 | 55 000  | 32 640          | 19 480           | 10 700      | 5 200                | 4 800               |